# Pijawnik (potok)
Pijawnik – potok w Kotlinie Jeleniogórskiej, prawy dopływ Kamiennej o długości 8,68 km. Źródła ma na wschód od miejscowości Staniszów, przepływa w dolnym biegu przez Jelenią Górę.